# Johann Hautzinger
Johann Hautzinger (* 24. Juni 1909 in Tadten; † 8. Dezember 1973 ebenda) war ein österreichischer Politiker (ÖVP) und Landwirt. Hautzinger war verheiratet, von 1949 bis 1964 Abgeordneter zum Burgenländischen Landtag, Landtagspräsident und von 1964 bis 1968 Mitglied des Bundesrates.

## Leben
Johann Hautzinger wurde als Sohn des Landwirts Martin Hautzinger aus Tadten geboren und besuchte die Volksschule in Tadten. Er absolvierte zudem die Bauernschule in Nickelsdorf und war in der Folge als Landwirt, ab 1933 als selbständiger Landwirt, tätig.

## Politik
Hautzinger engagierte sich ab 1935 politisch und war Mitglied der Bezirksleitung der Vaterländischen Front Neusiedl am See. Nach der Machtübernahme der Nationalsozialisten wurde Hautzinger 1938 politisch verfolgt und musste zwischen 1940 und 1945 Militärdienst ableisten, wobei er zwischen 1942 und 1943 unabkömmlich gestellt war. Nach dem Zweiten Weltkrieg engagierte sich Hautzinger in der neu gegründeten ÖVP und war von 1946 bis 1956 Ortsparteiobmann von Tadten. Innerparteilich hatte er zudem die Funktion eines Mitglieds der ÖVP-Bezirksparteileitung Neusiedl am See inne. Zwischen dem 4. November 1949 und dem 26. Mai 1964 vertrat er die ÖVP im Burgenländischen Landtag, wobei er zwischen dem 11. Juni 1956 und dem 17. April 1964 Dritter Landtagspräsident war. Danach hatte er vom 17. April 1964 bis zum 26. Mai 1964 das Amt des Landtagspräsidenten inne. Nach seinem Ausscheiden aus dem Landtag war Hautzinger vom 26. Mai 1964 bis zum 17. April 1968 Mitglied des Bundesrates. Hautzinger war darüber hinaus von 1955 bis 1968 Bezirksbauernbundobmann im Bezirk Neusiedl am See und ab 1964 ÖVP-Landesobmannstellvertreter. Des Weiteren war er in bäuerlichen Genossenschaften, Verbänden und Organisatoren aktiv. Er war von 1964 bis 1972 Präsident der Burgenländischen Landwirtschaftskammer.

## Auszeichnungen
- Jahr: Ihm wurde der Berufstitel Ökonomierat verliehen.
- 1969: Großes Silbernes Ehrenzeichen für Verdienste um die Republik Österreich[1]